# Pyrausta laristanalis
Pyrausta laristanalis là một loài bướm đêm trong họ Crambidae.